# Biblioteka Publiczna w Swarzędzu

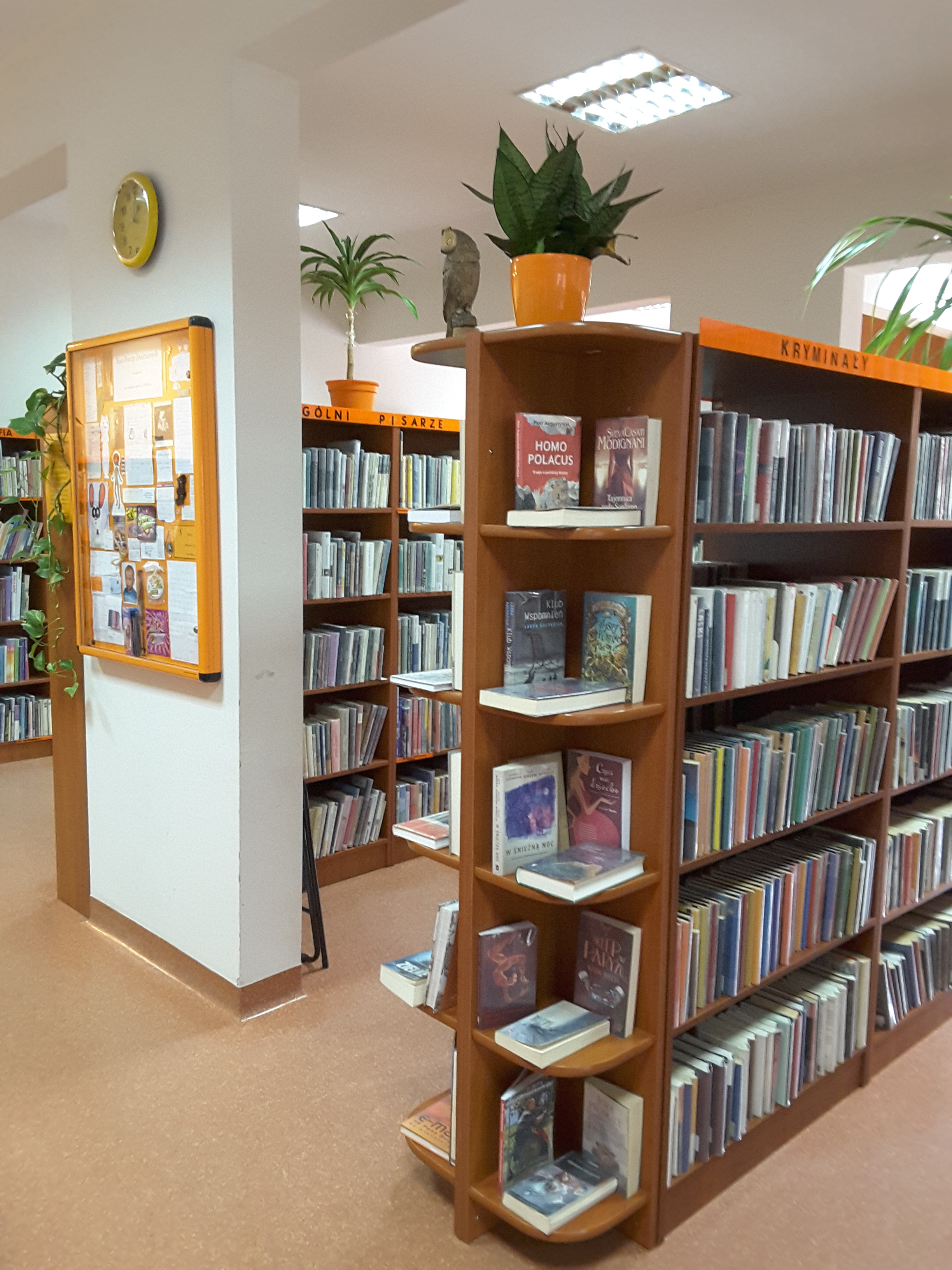
Wypożyczalnia dla dorosłych

Biblioteka Publiczna w Swarzędzu – samorządowa instytucja kultury. Gromadzi, przechowuje, opracowuje, udostępnia zbiory biblioteczne. Biblioteka działa na podstawie aktu utworzenia biblioteki w 1945 roku (dokument nie zachował się) oraz statutu nadanego przez gminę Swarzędz, który obowiązuje od 2002 roku. Nadzór merytoryczny nad działalnością Biblioteki sprawuje Wojewódzka Biblioteka Publiczna i Centrum Animacji Kultury w Poznaniu.
Od 2016 roku Biblioteka Publiczna w Swarzędzu pełni funkcję Biblioteki Powiatowej. Placówka organizuje lekcje biblioteczne, spotkania autorskie, ferie w bibliotece, grupy zabawowe, spotkania dla seniorów, warsztaty literackie dla młodzieży szkół średnich, wykłady i biesiady poetyckie.
Siedziba główna znajduje się na osiedlu Czwartaków 1. Biblioteka posiada także filie biblioteczne znajdujące się na terenie gminy.

## Historia

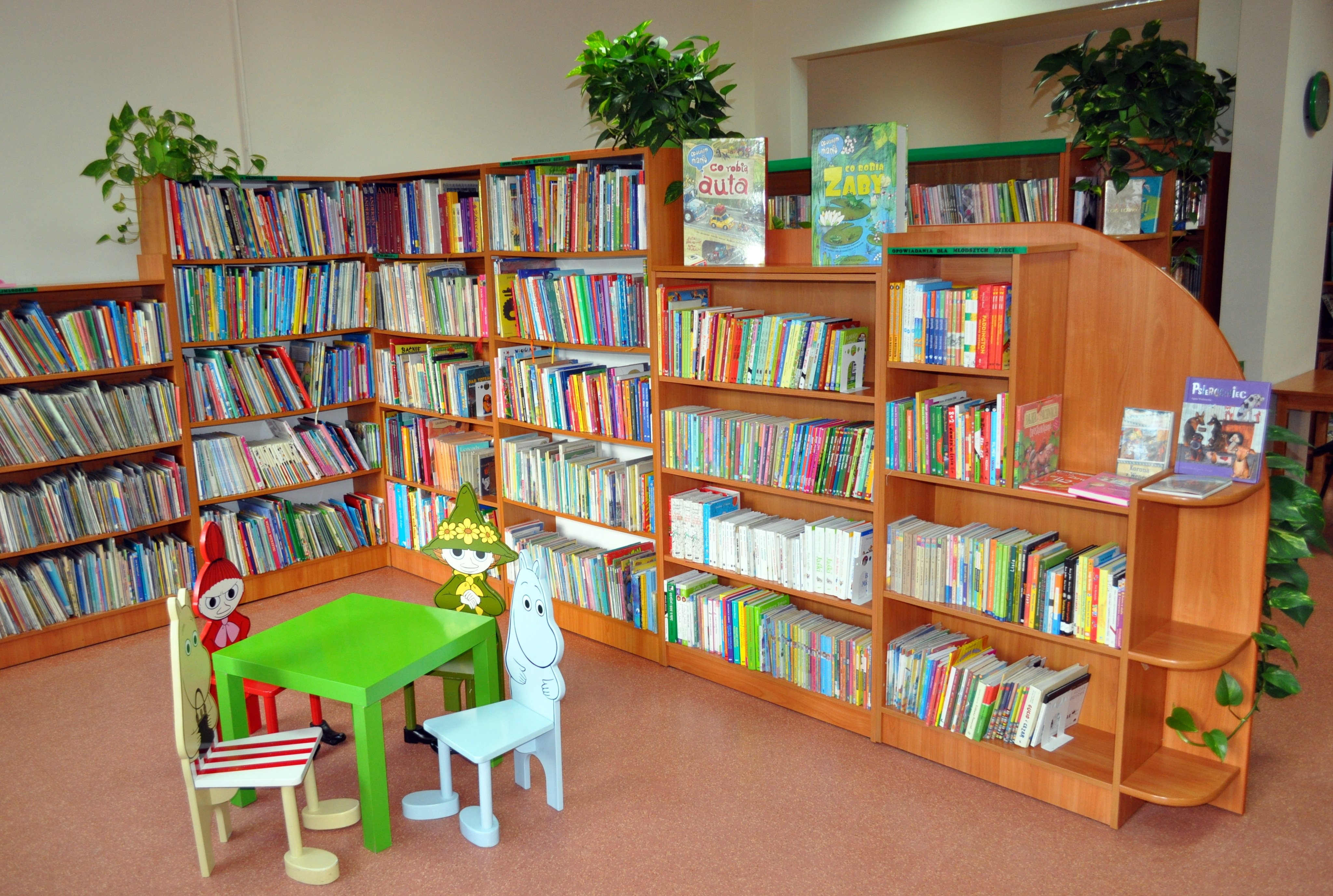
Wypożyczalnia dla dzieci

Tradycje czytelnicze w Swarzędzu sięgają połowy XIX wieku, gdy Towarzystwo Pedagogiczne Polski Okręgu Swarzędzkiego otworzyło około roku 1850 pierwszą wypożyczalnię książek. W 1884 roku Michał Bialik, siodlarz, założył wypożyczalnię książek. Od 1923 roku działało w Swarzędzu Towarzystwo Czytelni Ludowych, a pierwszym przewodniczącym był ksiądz Tadeusz Mroczkowski. Biblioteka i czytelnia mieściły się wtedy w swarzędzkim ratuszu. W okresie przedwojennym rozpowszechnianiem czytelnictwa zajmowali się w ramach pracy społecznej członkowie Towarzystwa, organizowano „Miesiąc książki”, sporo uwagi poświęcano też bibliotekom szkolnym. Po wojnie 24 marca 1945 roku działalność rozpoczęła Biblioteka Publiczna, do 1949 wciąż też działała reaktywowana po wojnie biblioteka Towarzystwa Czytelni Ludowych. Po jej zamknięciu księgozbiór został przekazany Bibliotece Publicznej. Pierwszy zapis w księdze inwentarzowej Biblioteki Publicznej pochodzi z 29 grudnia 1945 roku i dotyczy noweli Henryka Sienkiewicza Za chlebem. Księgozbiór biblioteczny obejmował wtedy niecałe 150 książek. Początkowo biblioteka mieściła się na drugim piętrze ratusza, następnie w latach 1964–1969 została przeniesiona na ulicę Poznańską. W roku 1970 siedziba oddziału dla dorosłych znów przeniosła się do ratusza, a oddział dla dzieci znalazł swoje miejsce w Szkole Podstawowej nr 1 przy placu Niezłomnych. W 1991 roku doszło do ponownego połączenie księgozbiorów w ratuszu. Już od lat 40. XX wieku zaczęły powstawać pierwsze filie i punkty biblioteczne w Janikowie, Wierzenicy, Wierzonce, Garbach, Łowęcinie. W 2006 r. decyzją ówczesnych władz samorządowych biblioteka główna została przeniesiona z ratusza do zaadaptowanego, przestronnego lokalu w pomieszczeniach Gimnazjum nr 3 w Swarzędzu (obecnie Szkoła Podstawowa nr 3 imienia Noblistów Polskich).

## Filie
- Kobylnica[8], ul. Poznańska 99 – filia działa od 1965 roku. Początkowo siedzibą był budynek Szkoły Podstawowej przy ulicy Szkolnej, następnie od 1977 do 2010 prywatny budynek przy ulicy Dworcowej. W sierpniu 2010 filia została zamknięta. Ponowne otwarcie nastąpiło w 2014 roku już na ulicy Poznańskiej.
- Paczkowo[9], ul. Szkolna 14 – filia działała już w 1950 roku i nosiła wtedy nazwę Gromadzkiej Biblioteki Publicznej. Działała stosunkowo krótko, jej księgozbiór został przekazany do filii w Zalasewie. Ponownie filia w Paczkowie rozpoczęła działalność w 1977. Od 2009 roku działała w wynajmowanych pomieszczeniach przy ulicy Zapłocie, we wrześniu 2013 Biblioteka została przeniesiona do Zespołu Szkół w Paczkowie współdzieląc przestrzeń z Biblioteką Szkolną, osobną przestrzeń zyskała w roku 2015.
- Zalasewo[10], ul. Kórnicka 220 – filia działa od 1964 roku.
- Uzarzewo[11], ul. Akacjowa 14 – filia działa od 1987 roku.
- Swarzędz, osiedle Edwarda Raczyńskiego 19[12] – filia ta znajduje się w tym miejscu od listopada 2014, wcześniej w latach 1976–2014 działała na ulicy Tortunia.
- Swarzędz, osiedle Kościuszkowców 6 – filia działała od 1985 roku do 2021, obecnie pod tym adresem funkcjonuje Biblioteka Pedagogiczna filia w Swarzędzu.

## Dyrektorzy / kierownicy Biblioteki Publicznej w Swarzędzu
Florian Majerowicz
Franciszka Penczyńska
Eugenia Kowalczyk 1968-1996
Ewa Szczepańska 1996-2003
Małgorzata Merczyńska 2003-2011
Bolesława Nawrocka 2011-2019
Renata Czarnecka-Pyła 2019-

## Nagrody i wyróżnienia
W 2009 r. – biblioteka zajęła I miejsce w konkursie organizowanym przez WBPiCAK w Poznaniu za projekt „Czytanie to moja pasja”.
w 2010 r. – biblioteka zajęła II miejsce w konkursie „Jak cię widzą, tak cię piszą – zmieniamy wizerunek”.
Ponadto dyrektor Małgorzata Merczyńska została uhonorowana w 2010 r. odznaką „Zasłużony dla kultury polskiej”.

## Działalność wydawnicza
Biblioteka Publiczna w Swarzędzu prowadzi również działalność wydawniczą; nakładem Biblioteki ukazały się:
Chwała Bohaterom. Pamięci Józefa Kunnerta Powstańca Wielkopolskiego (2016) – autor Marcin Wachowiak przybliża historię członka swojej rodziny, który w wieku 18 lal zgłosił się jako ochotnik do walk w Powstaniu. Dzięki sfabularyzowanej opowieści towarzyszymy mu od wyruszenia ze Swarzędza aż do śmierci pod Grójcem Wielkim.
Swarzędz – Ludzie – Ule autorstwa Andrzeja Przychodzkiego i Aurelii Bartoszek (2016). Broszura przybliża postacie Stanisława Kirkora i Ryszarda Kosteckiego (tworzyli oni nieistniejący już Zakład Chorób Owadów Użytkowych), a także mieszkańca Swarzędza i zarazem pasjonata pszczół Ludwika Liczbańskiego pełniącego w okresie międzywojennym funkcję prezesa Wielkopolskiego Związku Towarzystw Pszczelniczych. W publikacji przybliżona zostaje także historia skansenu swarzędzkiego i znajdujących się w nim ulów. Uwagę autorzy skierowali również na Nową Wieś, obecnie część Swarzędza, a wcześniej wieś, w której schronienie znalazł Zakład Chorób Pszczół.
O czterech porach roku (2017), Helena Trzebuchowska. Autorką jest poetka urodzona w Sarbinowie w gminie Swarzędz, przez większość życia związana z Poznaniem. Bajkę o czterech porach roku napisała w 1960 roku dla trójki swoich dzieci. Publikacja miała na celu przypomnienie twórczości tej autorki.
Baśń o Swarożycu (2018), Helena Trzebuchowska. Wierszowana legenda na temat powstania Swarzędza, została zilustrowana obrazkami dzieci. Prace zostały wyłonione w konkursie zorganizowanym przez Bibliotekę Publiczną. Publikacja wzbogacona jest wstępem dotyczącym historii miasta autorstwa Bolesławy Nawrockiej.
380 dni dookoła Swarzędza (2018) – antologia utworów poświęconych miastu. Teksty zostały wyłonione w konkursie ogłoszonym przez Bibliotekę Publiczną w 2018 roku z okazji 380-lecia lokacji Swarzędza. Celem konkursu była popularyzacja tej rocznicy oraz zainteresowanie historią miasta. Na konkurs wpłynęły 54 prace, teksty 20 osób znalazły się w publikacji, która wzbogacona została o rysunki Eryka Sieińskiego.
Jak powstało Jezioro Swarzędzkie. Legendy, podania ze Swarzędza i okolic (2018, Anna Małyszka. Publikacja zawiera opracowane literacko podania ze Swarzędza i okolic miasta uzupełnione autorskimi ilustracjami).
Biblioteka Publiczna w Swarzędzu wspólnie ze Swarzędzkim Centrum Historii i Sztuki wydaje od 2021 roku kwartalnik „Swarzędzkie Zapiski” – czasopismo regionalne o charakterze historyczno-kulturalnym, poświęcone sprawom „małej ojczyzny”, teksty do publikacji przysyłać mogą wszyscy zainteresowani.

## Zbiory regionalne
W bibliotece poza księgozbiorem dostępne są również następujące materiały z zakresu zbiorów regionalnych:
- mapy
- wycinki prasowe (poświęcone historii, kulturze)
- artykuły prasowe i druki ulotne dotyczące gminy Swarzędz
- kolekcję pocztówek
- materiały dotyczące historii stolarstwa
- materiały dotyczące historii wsi wchodzących w skład gminy Swarzędz
- materiały dotyczące Żydów w Swarzędzu